# Jérôme Truyens
Jérôme Truyens, né le 4 août 1987, est un joueur de hockey sur gazon international belge évoluant au poste de milieu de terrain au Racing Club Bruxelles.

## Biographie
Capitaine de l'equipe belge jusqu'en 2017

## Palmarès
- 2e aux Jeux olympiques d'été de 2016